# Rasclet de Santa Helena
El rasclet de Santa Helena (Zapornia astrictocarpus) és un ocell extint de la família dels ràl·lids (Rallidae) que habitava pantans i vegetació de rivera de l'illa de Santa Helena.